# Theristria taroom
Theristria taroom is een insect uit de familie van de Mantispidae, die tot de orde netvleugeligen (Neuroptera) behoort. 
Theristria taroom is voor het eerst wetenschappelijk beschreven door Lambkin & New in 1994.